# Zentrum für Geschichte der Psychologie
Das Zentrum für Geschichte der Psychologie (ZGP) ist eine wissenschaftliche Einrichtung der Julius-Maximilians-Universität Würzburg. Es dient der Sammlung von Zeitzeugnissen und der Erforschung der Geschichte der Psychologie. Aufgrund eines Sponsorings durch das Unternehmen Adolf Würth GmbH & Co.KG. hieß die Einrichtung von 2008-2021 "Adolf-Würth-Zentrum für Geschichte der Psychologie". Nach Auslaufen des Sponsoringvertrags trägt die Einrichtung nun den Namen "Zentrum für Geschichte der Psychologie der Universität Würzburg" (ZGP)
Aufgabe des Zentrums für Geschichte der Psychologie ist es, das Erbe der Wissenschaft und des Faches Psychologie zu bewahren, zu erschließen und damit der Erforschung zugänglich zu machen. Die Sammlung wächst ständig weiter und ist dabei auf die Unterstützung aller in der Psychologie tätigen Kollegen angewiesen, seien diese an Universitäten oder sonstigen Einrichtungen beschäftigt. Durch eine am Zentrum fest angestellte Restauratorin ist ein konservatorisch und restauratorisch professioneller Umgang mit den wertvollen Apparaten, Dokumenten, Film-, Bild- und Tonaufnahmen sowie Büchern gesichert.

## Geschichte
Die Sammlung zur Geschichte der Psychologie wurde von Werner Traxel 1981 im Rahmen des Instituts für Geschichte der Neueren Psychologie an der Universität Passau begründet. Hierzu gehörten historische Dokumente, Apparate und eine psychologiegeschichtliche Schriftenreihe. Ab 1990 erweiterte Horst Gundlach diese Sammlung nochmals erheblich und ermöglichte zudem Ausstellungen und Kongresse.
Im Jahre 2006 wurde durch die Zielvereinbarungen des Freistaates Bayern in Folge der Ergebnisse der Mittelstraß-Kommission eine Umverlegung der Sammlung an die Universitätsstadt Würzburg angestrebt. Ziel sollte hierbei das Bündeln von Stärken unterschiedlicher Universitätsstandorte sein. Die Sammlung ist infolgedessen im Jahr 2009 in ein historisches Universitätsgebäude am Pleicherwall 1 eingezogen und wurde zunächst ein Jahr gemeinsam von Horst Gundlach und Armin Stock geleitet, bevor Armin Stock nach der Emeritierung Horst Gundlachs die alleinige Leitung übernahm.
Seit der Eröffnung des Zentrums im Jahr 2009 wurden mehrere Symposien, Tagungen und Kongresse sowie inzwischen fünf Ausstellungen präsentiert: Im Jahr 2011 fand die Tagung der Fachgruppe für Geschichte der Psychologie der Deutschen Gesellschaft für Psychologie im Zentrum für Geschichte der Psychologie statt und 2013 der Kongress der European Society for the History of the Human Sciences (ESHHS). 2015 wurde ein Symposium anlässlich des 100. Geburtstags von Ludwig J. Pongratz ausgerichtet und 2019, anlässlich des zehnjährigen Jubiläums des ZGP die gemeinsame Tagung der Gesellschaft für Kulturpsychologie mit der Fachgruppe für Geschichte der Psychologie der DGPs.
Bis Dezember 2012 präsentierte sich das Zentrum mit der Ausstellung: Erste Schritte der experimentellen Psychologie, die von der Ausstellung Hermann von Helmholtz – ein Wegbereiter der wissenschaftlichen Psychologie gefolgt wurde. 2015 konnte dann die Ausstellung Carl Stumpf (1848–1936) und die Anfänge der Gestaltpsychologie der Öffentlichkeit vorgestellt werden. Vorausgegangen war eine Schenkung des Nachlasses von Carl Stumpf an das Zentrum. Im Dezember 2017 eröffnete das Zentrum die Ausstellung Psychotechnik – eine junge Wissenschaft findet ihre Anwendung, die im Dezember 2021 durch die erste rein virutuelle Ausstellung: „Facetten aus der Geschichte des Instituts für Psychologie“ anlässlich des 125jährigen Jubiläums des Instituts für Psychologie der Universität Würzburg abgelöst wurde. Diese Ausstellung kann  bis Ende 2022   besucht werden.
Die Ausstellungen des Zentrums für Geschichte der Psychologie sind nach Voranmeldungen zu den Öffnungszeiten zugänglich. In aller Regel werden die Besucher durch die Ausstellung geführt. In allen Ausstellungen gab es verschiedene historische Apparate oder Nachbauten, die man selbst ausprobieren konnte. So erhält man einen Eindruck darüber, wie die Pioniere des Fachs Psychologie einst geforscht oder getestet haben.

## Sammlung

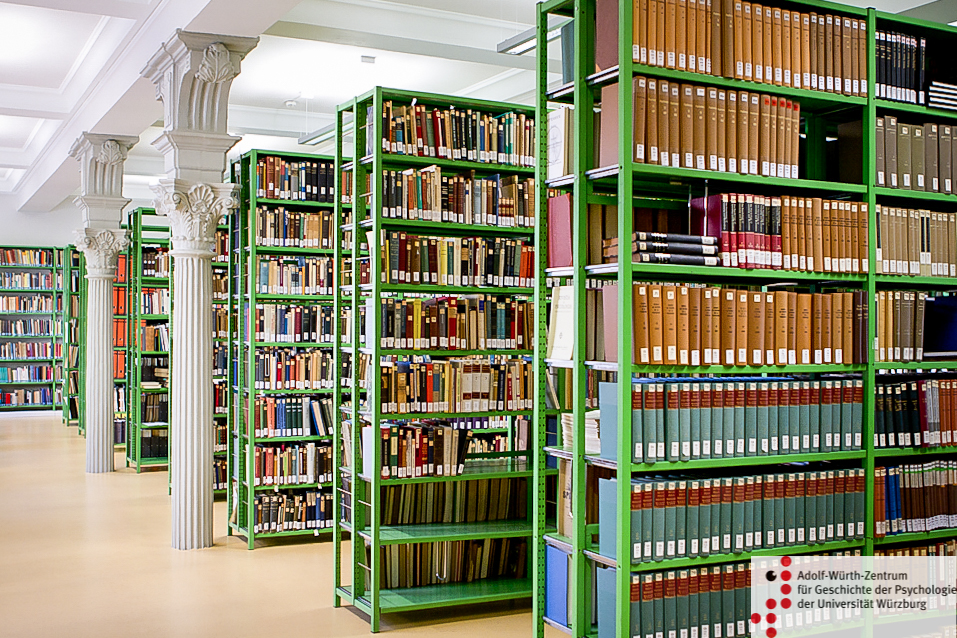
Literaturarchiv des Adolf-Würth-Zentrums für Geschichte der Psychologie

Das Zentrum für Geschichte der Psychologie verfügt unter anderem über:
- historische Literaturbestände
- Nachlässe bedeutender Psychologen, so z. B. derjenige von Hermann Ebbinghaus, Carl Stumpf, Karl Marbe.
- historische Apparate- und Instrumentensammlung
- ein Testarchiv und eine wehrpsychologische Sammlung
- historische Ton- und Filmdokumente

Die Sammlung enthält dabei ca. 6500 Objekte, welche insbesondere die Entwicklung der Psychologie im 19. Jahrhundert dokumentiert.

## Ausstellung

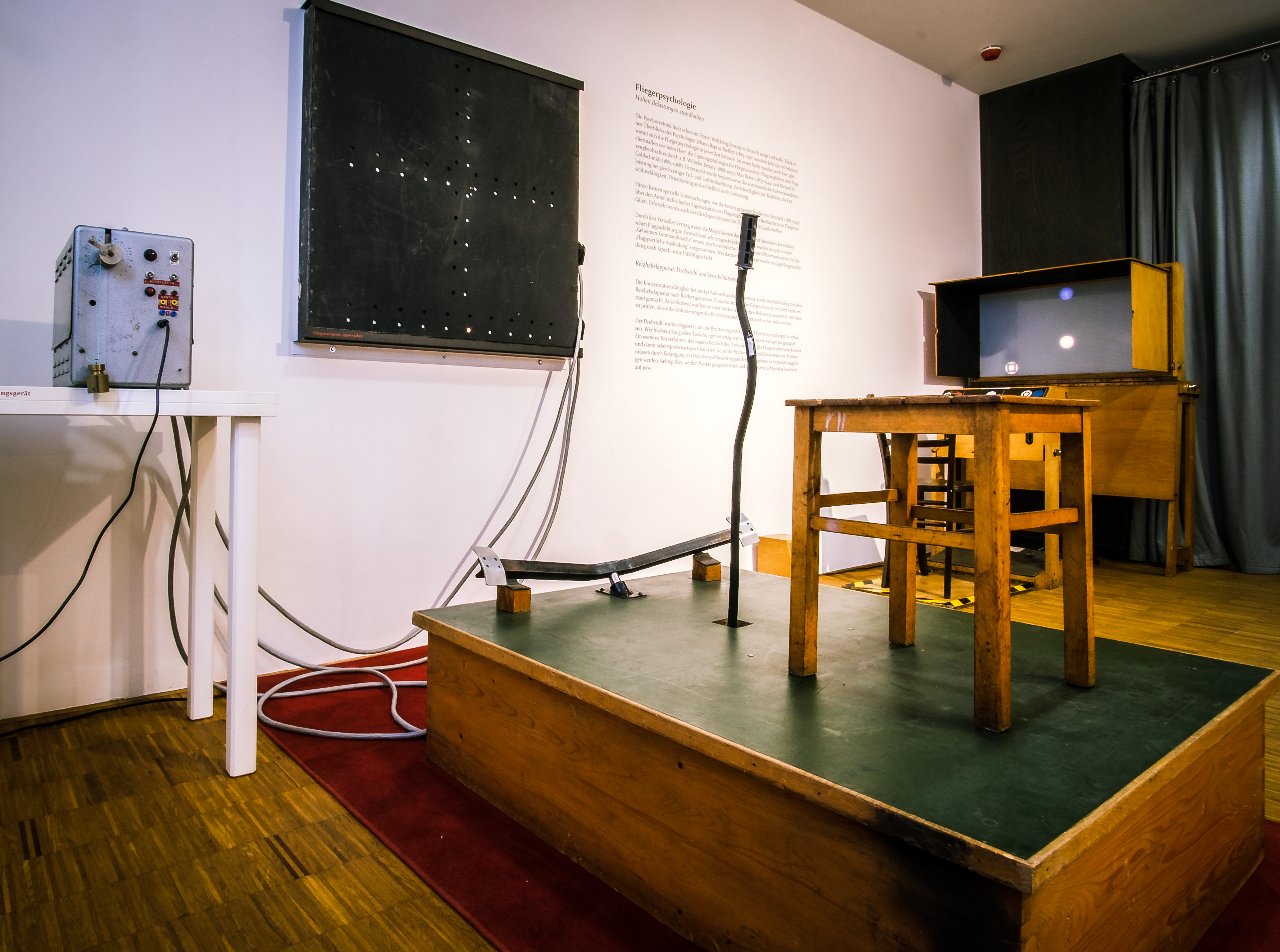
Ausstellung Psychotechnik – eine junge Wissenschaft findet ihre Anwendung

Das Zentrum für Geschichte der Psychologie bietet wechselnde Ausstellungen zu spezifischen Themen, Forschungsgebieten und Anwendungsbereichen der Psychologie an.